# بانکسیاهای اونکوستیلیس
 بانکسیاهای اونکوستیلیس (نام علمی: Banksia sect. Oncostylis) نام یک بخشه از سرده بانکسیا است.